# UFC Fight Night: Stephens vs. Choi
UFC Fight Night: Stephens vs. Choi (også kendt som UFC Fight Night 124) var et MMA-stævne, produceret af Ultimate Fighting Championship, der blev afholdt den 14. januar 2018 i Scottrade Center i St. Louis, Missouri i USA.

## Baggrund
Stævnet var organisationens første i St. Louis. Amerikanske Strikeforce havde tidligt afholdt 3 stævner i byen hvor det mest nylige var Strikeforce: Henderson vs. Babalu II den 4. december 2010.
Hovedattraktionen var en fjervægtskamp mellem amerikanske Jeremy Stephens og sydkoreanske Doo Ho Choi.
En weltervægtskamp mellem nigeriske-amerikanske Kamaru Usman og norske Emil Weber Meek var oprindeligt planlagt på UFC 219. Men på grund af visaproblemer hos Meek, hvilket påvirkede hans rejseplaner og kampen blev derfor udsat og lagt på UFC 220. Men den næste dag blev det lagt tilbage på dette stævne.
Amerikanske Zak Cummings skulle have mødt Thiago Alves ved stævnet. Men få dage før kampen pådrog Cummings sig en skade ved et fald og kampen blev aflyst.
Ved indvejningen, vejede danske Mads Burnell ind på 150 pund, 4 pund over fjervægts-ikke-titelkampens øvre grænse på 146 pund. Dette resulterede i at det endte som en catchweight-kamp og Burnell måtte give 20% af sin løn til modstanderen, amerikanske Mike Santiago.
Burnell besejrede Santiago via en enstemmig afgørelse med dommersedlerne 29-28, 29-28, 29-28. Dette var Burnells anden UFC-kamp i karrieren og første sejr i ligaen.

## Bonus awards
De følgende kæmpere blev belønnet med $50,000 bonuser:
- Fight of the Night: Jeremy Stephens vs. Doo Ho Choi
- Performance of the Night: Darren Elkins og Polo Reyes

## International tv-transmittering
| Land    | Tv-kanal         |
| ------- | ---------------- |
| Denmark | Viaplay Fighting |
| Norway  | Viaplay Fighting |
| Sweden  | Viaplay Fighting |